# نماد گل زنبق

نماد گل زنبق

نماد گل زنبق یا فلُر-دُ-لیس (به فرانسوی: fleur de lys) شکلی شبیه گل زنبق است که به‌عنوان نشان خانوادگی، سلطنتی، ارتشی، سیاسی، مذهبی یا قسمتی از پرچم استفاده می‌شود. به‌کارگیری این نماد در بسیاری از کشورهای جهان به‌خصوص در اروپا از قرن‌های پیش متداول بوده و امروزه نیز به‌عنوان نماد سیاسی و مذهبی و ورزشی کاربرد دارد.

## تاریخچه

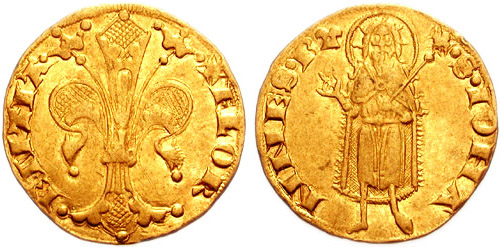
فلورین طلا با نشان زنبق (۱۳۴۷ م)

باوجودی که عقیدهٔ عده‌ای بر این است که این نماد از شکل سرنیزه یا دو تبرزین به‌هم‌چسبیده تشکیل شده، اما درحقیقت این نماد از نام گل lis یا Iris گرفته شده و شکل تزئینی از گونه iris pseudacorus یا زنبق زرد است. به‌کارگیری این نماد در تمدن‌های مختلف و از قرون باستان رایج بوده و در نقاشی‌ها و صنایع دستی ناحیه بین‌النهرین، ظروف مصر باستان، حتی ظروف گلی یونان و ساسانیان و زمان خلفای عباسی دیده شده‌است.
از این نماد به‌طور گسترده توسط دودمانهای سلطنتی مختلف به‌عنوان نشان خانوادگی یا سلطنتی استفاده شده‌است. سکه‌های مربوط به سرزمین گل در دوران امپراتوری رم (امروز: فرانسه، بلژیک، لوکزامبورگ) علامت‌هایی شبیه گل زنبق داشت.

## نماد سلطنتی

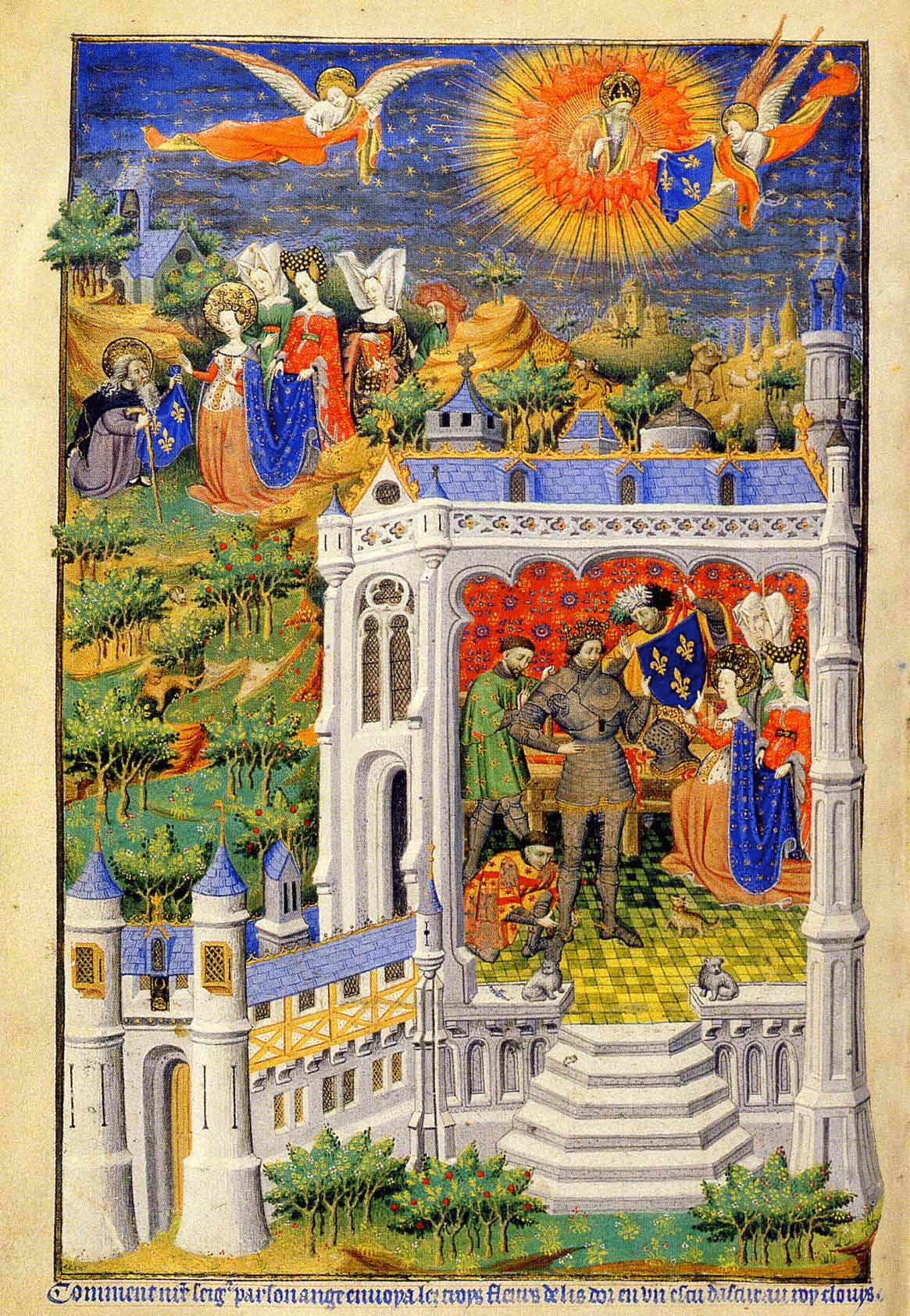
اهداء نماد به پادشاه کلوویس اول توسط فرشتگان

### فرانسه
در قرن ۱۲ میلادی این نماد نشان رسمی پادشاهان دودمان کاپتی فرانسه بود. پادشاهان این دودمان ادعا می‌کردند که این نماد به پادشاه کلویس اول (۴۹۳ میلادی) توسط فرشتگان آسمانی هدیه شده و از وی به دودمان آنها رسیده‌است.
پادشاهان دوران آخر پادشاهی فرانسه، مانند لوئی ششم و هفتم از این نماد در نشان‌های خانوادگی و مراسم رسمی استفاده می‌کردند.
در ۱۸۷۰ میلادی پس از فروپاشی امپراتوری دوم، وقتی به هانری کنت شامبورد پیشنهاد شد شاه شود او در صورتی حاضر به اینکار شد که پرچم فرانسه از فرم سه رنگ به سفید با نماد زنبق تبدیل گردد.

### کشورهای دیگرِ اروپا
در انگلستان واسکاتلند نیز این نماد جزء نشان‌های خانوادگی و زینت‌بخش تاج و جواهرات سلطنتی بود. در دوک‌نشینهای فلورانس، پارما، و توسکانی ایتالیا این نماد به‌صورت کامل با گلبرگ و پرچم در نشان‌های خانوادگی دیده می‌شود.
آثار این نماد در نشان‌های حکومت‌های بوسنی و هرزگوین و رومانی نیز وجود داشته‌است.

### آمریکای شمالی
این نماد از دریاها عبور کرده و وارد دنیای جدید شده و به‌خصوص در مستعمره‌های پیشین فرانسه گسترش یافته‌است. در نشان‌های خانوادگی کانادایی، در پرچم ایالت کبک در دیترویت و نیواورلئان خودش را نشان داده‌است. در سال ۲۰۰۸ فرماندار لوئیزیانا موافقت نامه‌ای امضا نمود و نماد زنبق را جزء علائم رسمی اداری ایالت قرار داد.

## هنری و مذهبی

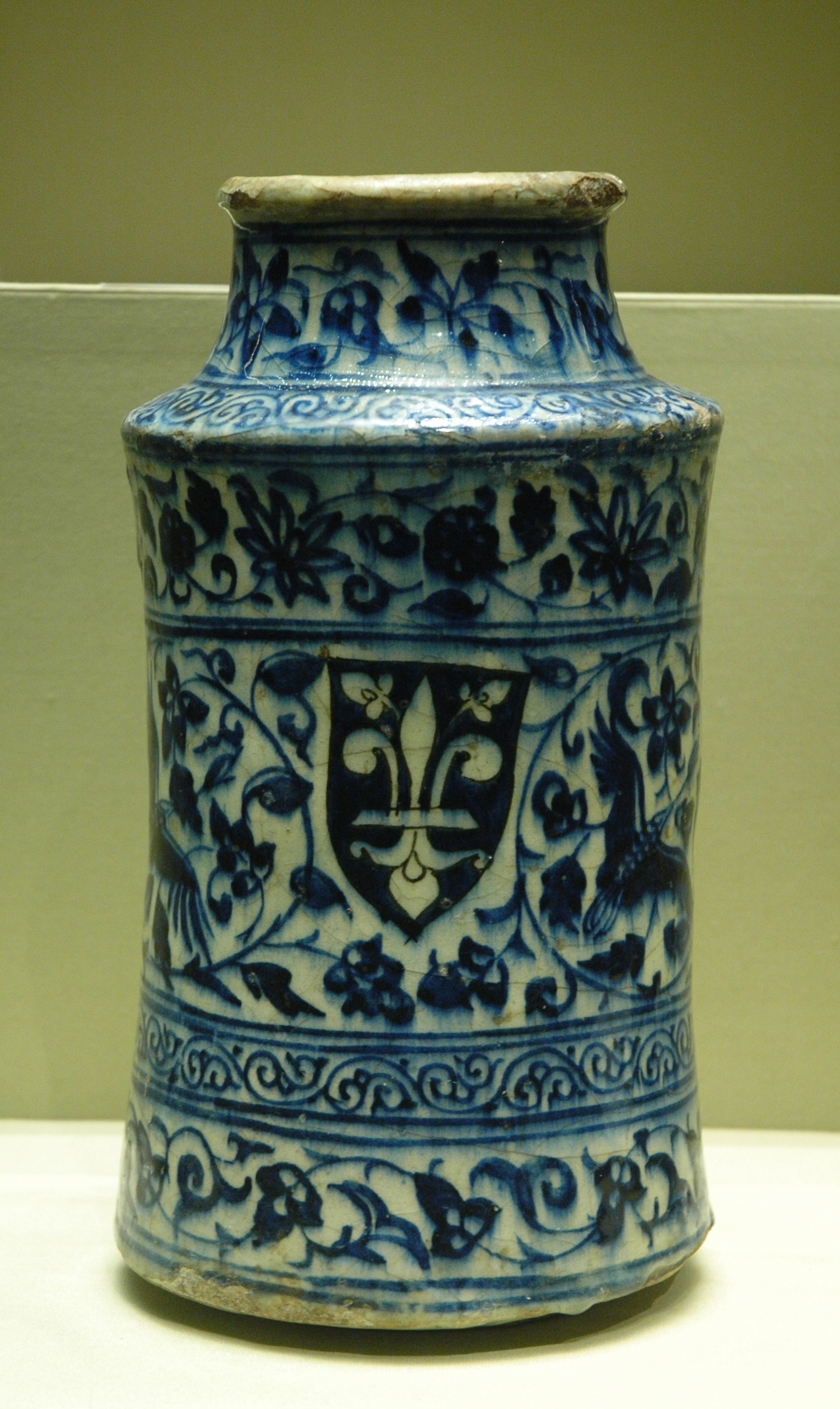
ظرف دارو بانقش نماد زنبق قرن۱۴ میلادی-سوریه

در قرون وسطی این نماد با هنر مسیحی آمیخته شده بود. بنا به گفته تاریخدانان، در ابتدا هرجا که تصویری از مسیح بود این نماد نیز همراه آن وجود داشت و نشانه تثلیث و سه گانگی مقدس بود، ولی بتدریج در آثار هنری نماد به علامت مریم مقدس تبدیل گشت و نشان دهنده پاکی و تقدس گردید.
در آثار نقاشان و ویترای سازان آن عصر مانند نقاشان ایتالیائی مثل Lippi و Butticelli نیز نماد گل زنبق به وفور دیده می‌شود و اشاره‌ای به سه عامل ایمان، خرد، و دلیری دارد.

## معماری

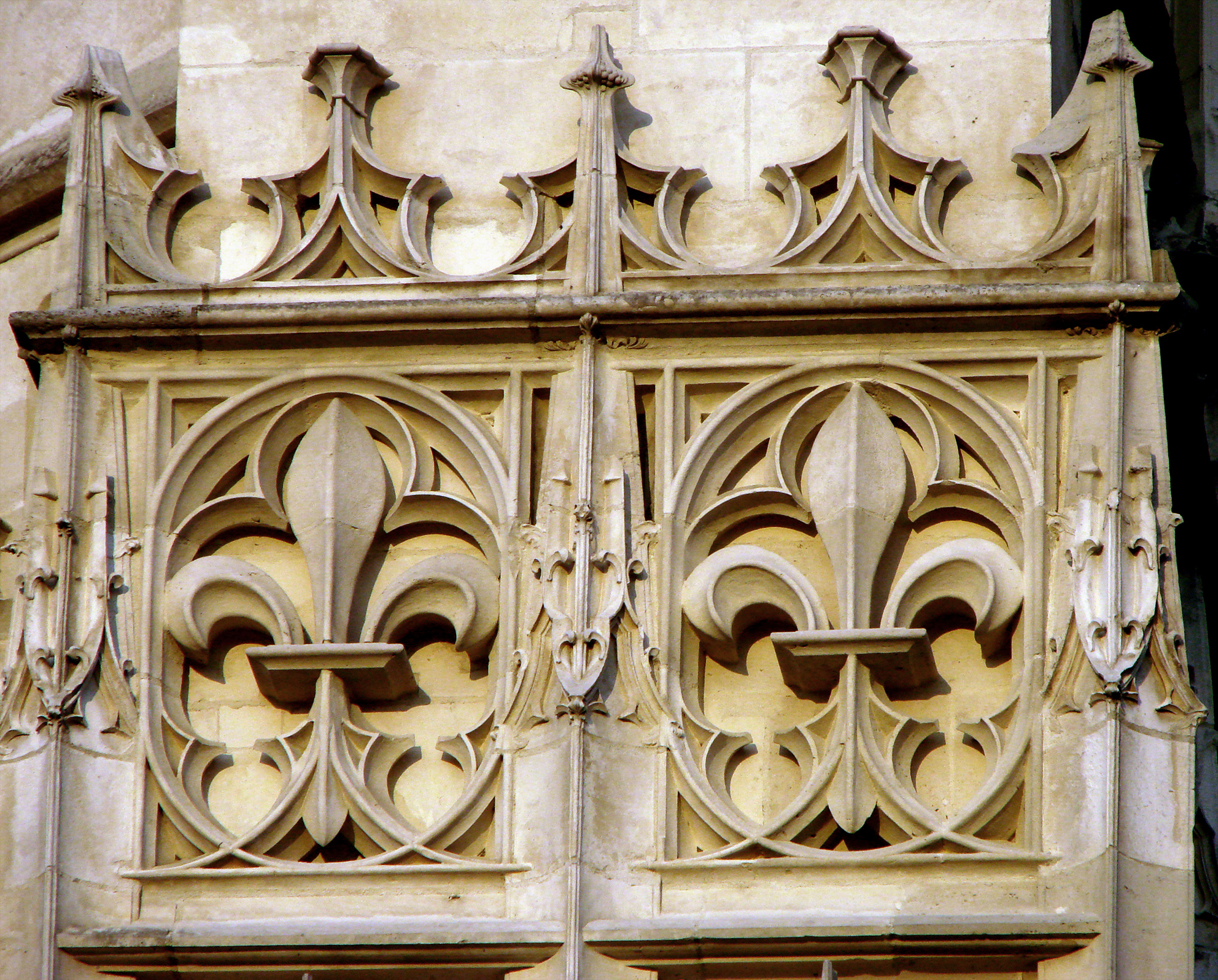
دیواره کلیسای سنت پل شهر تروا

در معماری نیز همانند سایر هنرها آثار باقی مانده نشان دهنده استفاده وسیع از این نماد است. نمونه هائی از آن را در برج و باروهای مسجد سلطان حسن قاهره (قرن۱۴ میلادی) و درها و تزئین‌های بعضی از معابد هند، و اکثر کلیساهای دوران قرون وسطی می‌توان دید.

## دنیای جدید
در دوران معاصر، گروه‌های زیر از نماد زنبق در نشان‌های خود استفاده کرده‌اند:
- نیروی اعزامی کانادا
- دانشگاه‌های لوئیزیانا و سنت لوئیز
- گروه‌های ورزشی ایالت کبک کانادا
- نشان پیشاهنگی جهانی

لوگوی باشگاه فوتبال فیورنتینا

## ادبیات
در بسیاری از آثار نویسندگان مشهور نام این نماد برده شده‌است:
- گوژپشت نتردام اثر ویکتور هوگو
- سه تفنگدار اثر دوما
- رمز داوینچی اثر دن براون
- جان شیفته اثر رومن رولان

## نگارخانه

نشان پادشاهی فرانسه
نشان پادشاهی فرانسه
نشان پادشاهی انگلیس
نشان (مُهر) فلورانس
نشان پاپ پل ششم
بوسنی-هرزگووین
پرچم کبک
پرچم نیواورلئان